# L'impero delle luci

L'impero della luce - Magritte

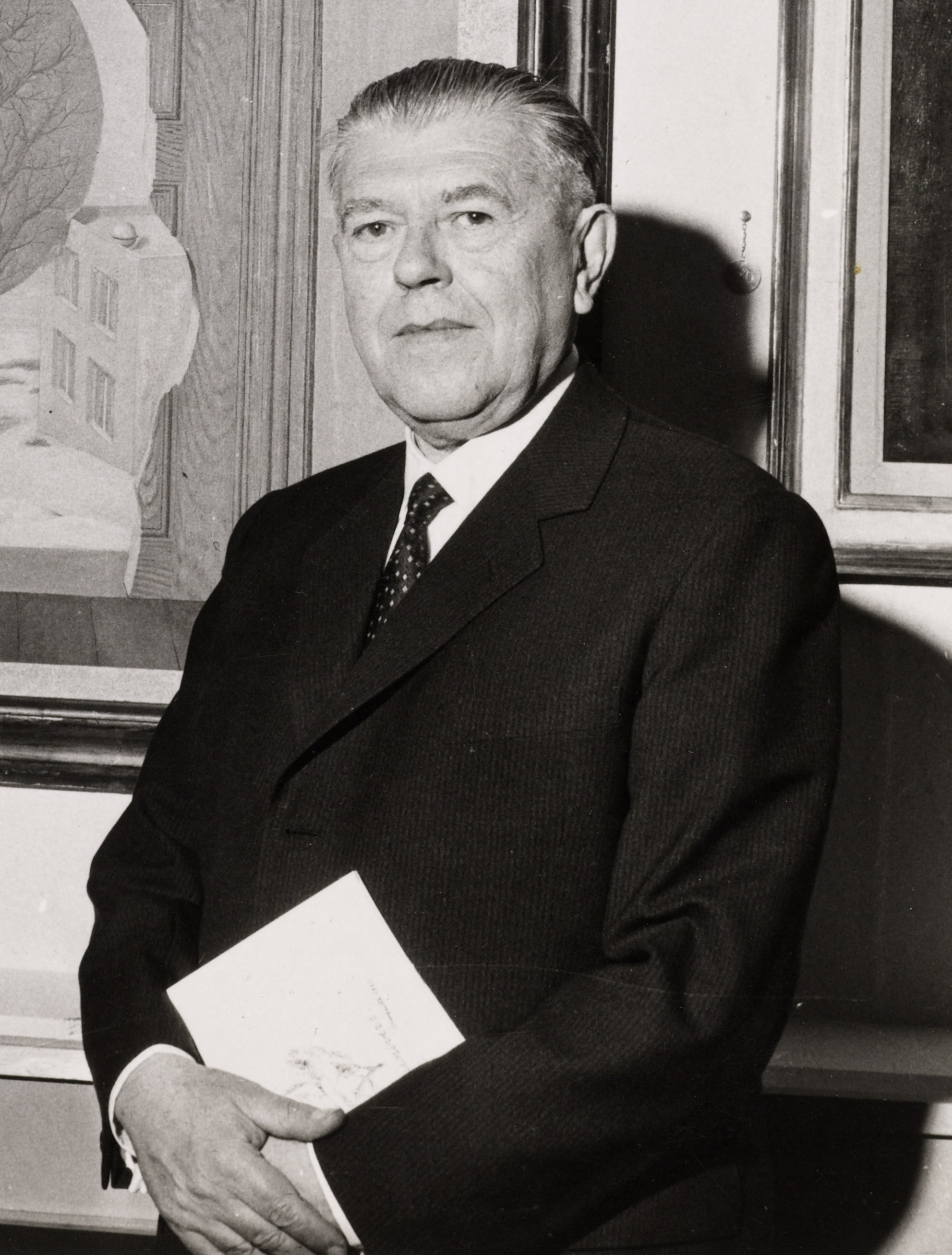

L'impero delle luci (in francese: L'Empire des lumières) è un tema ripetuto almeno in tre tele di René Magritte: una prima versione del 1949, un'altra conservata nella collezione Peggy Guggenheim di Venezia e «un'altra in una collocazione ignota negli USA (l'ultima, del 1954)»; un'altra versione del 1954 si trova a Bruxelles nel Museo reale delle belle arti del Belgio. 
La prima versione, quella del 1949, di recente è stata venduta a New York da Christie's.
In questo caso l'artista si era ispirato alle opere di John Atkinson Grimshaw, un pittore inglese di epoca vittoriana, che nel suo tempo aveva dipinto diverse vedute urbane al tramonto.

## Descrizione
Nello sfondo campeggia un cielo azzurro cosparso di vaporose nuvole bianche, invece in primo piano è stata rappresentata una strada buia con un lampione che rischiara debolmente un'abitazione immersa in un paesaggio cupo e puramente notturno. Le forme sono tridimensionali, la tecnica è impeccabile, quasi accademica, ma la particolarità del dipinto sta nella realtà che vi è rappresentata. L'opera accosta due momenti diversi, opposti tra loro: la metà superiore è vista in pieno giorno, quella inferiore di notte.
La luminosità del sole è contrapposta alla sensazione di turbamento e malessere tradizionalmente collegato all'oscurità; l'obiettivo dell'artista è stato quello di creare un effetto di shock, di spaesamento nei confronti dello spettatore. Citando direttamente Magritte:
«Nell'Impero delle luci" ho rappresentato due idee diverse, vale a dire un paesaggio notturno e un cielo come lo vediamo di giorno. Il paesaggio fa pensare alla notte e il cielo al giorno. Trovo che questa contemporaneità di giorno e notte abbia la forza di sorprendere e di incantare. Chiamo questa forza poesia».
In quest'opera Magritte usa il metodo dell'ossimoro, ovvero una figura retorica che consiste nell'accostare parole che esprimono concetti opposti; in questo caso la raffigurazione del giorno e della notte. L'artista ricostruisce una procedura tipica dei sogni (è nota infatti l'influenza delle teorie freudiane sugli artisti surrealisti come Magritte; il sogno è visto come l'essenza dell'uomo e per questo la sua rappresentazione diventa fondamentale).